# Diaetologischer Prozess
Der Diaetologische Prozess ist ein therapeutischer Prozess, welcher von Diaetologen im Rahmen ihrer Berufsausübung eigenverantwortlich durchgeführt wird. Er stellt in Österreich die Grundlage für das fachlich-methodische Handeln in der Diaetologie dar und ist seit 2006 in der FH-MTD Ausbildungsverordnung Anhang 4 mit Bezug auf das MTD-Gesetz gesetzlich geregelt. Der Diaetologische Prozess umfasst die einzelnen Prozessschritte (Diaetologisches Assessment, Diaetologische Diagnose, Diaetologische Zielsetzung, Diaetologische Intervention, Monitoring und Outcomes-Evaluation). Darüber hinaus spielen prozessbegleitende Anforderungen (das Clinical Reasoning, die interprofessionelle Zusammenarbeit und das Nahtstellenmanagement), sowie qualitätssichernde Maßnahmen im Rahmen eines kontinuierlichen Verbesserungsprozesses, dem PDCA-Zyklus, eine wesentliche Rolle. Bei Vorliegen einer medizinischen Diagnose ist laut § 2 MTD-Gesetz zur Durchführung des Diaetologischen Prozesses eine ärztliche Zuweisung erforderlich. Das bedeutet, dass im Fall von medizinischen Diagnosen und Indikationen Ärzte die Anordnungsverantwortung, Diaetologen die Eigenverantwortung in der Durchführung haben.
Andere vergleichbare Prozesse sind beispielsweise der amerikanische Nutrition Care Process (NCP), der an den NCP angelehnte German-Nutrition Care Process (G-NCP) sowie der in der Schweiz angewendete Ernährungstherapeutische Prozess.
Ziel der Anwendung von einheitlichen Prozessmodellen ist die Qualitätssicherung im individuellen Behandlungsprozess. Darüber hinaus stellen diese Prozessmodelle die Grundvoraussetzung für zukünftige Outcomes-Forschung und Outcomes-Management in der Diaetologie dar.

## Definition und Zweck
Der Diaetologische Prozess wird wie folgt definiert: „Der Diaetologische Prozess beschreibt das fachlich-methodische Handeln von Diaetologinnen und Diaetologen und zeigt die berufsspezifische Verantwortung im Rahmen der medizinischen Gesamttherapie auf. Er zielt darauf ab, den ernährungsbezogenen Gesundheitszustand von Personen wiederherzustellen, zu erhalten oder zu verbessern und ihre Gesundheitskompetenz zu stärken.“
Der Hauptzweck der Durchführung es Diaetologischen Prozesses ist es ernährungsabhängige Faktoren und Krankheiten zu verbessern oder eine Verhaltensänderung zu erreichen und damit einen Beitrag zur Wiederherstellung der Gesundheit im Rahmen der Gesamttherapie zu leisten. Bei lebenslimitierenden Erkrankungen steht nicht die Heilung, sondern der Erhalten der Lebensqualität im Vordergrund. Im Rahmen des gesamten Prozesses werden Klienten aktiv (partizipativ) miteinbezogen und ihre Gesundheitskompetenz berücksichtigt und gestärkt. Bei der Durchführung des diaetologischen Prozess sind sowohl gesundheitliche, ökonomische, ökologische als auch ethische und soziale Faktoren von Bedeutung.

## Geschichtliche Entwicklung
Ende 1990 gewinnt Qualitätssicherung in der ernährungsmedizinischen Beratung zunehmend an Bedeutung. In dieser Zeit beauftragte das Bundesministerium für soziale Sicherheit und Generationen das Österreichische Bundesinstitut für Gesundheitswesen (ÖBIG) in Zusammenarbeit mit Vertretern des gehobenen medizinisch-technischen Dienstes (MTD) Qualitätskriterien für die einzelnen MTD Berufsgruppe zu entwickeln. Als ein Ergebnis dieses dreijährigen Projektes wurde für die Diaetologie, damals der Diät- und ernährungsmedizinischen Beratungsdienst, der Klienten- bzw. Patientenbezogenen Prozess beschrieben und das erste Mal als Modell dargestellt:

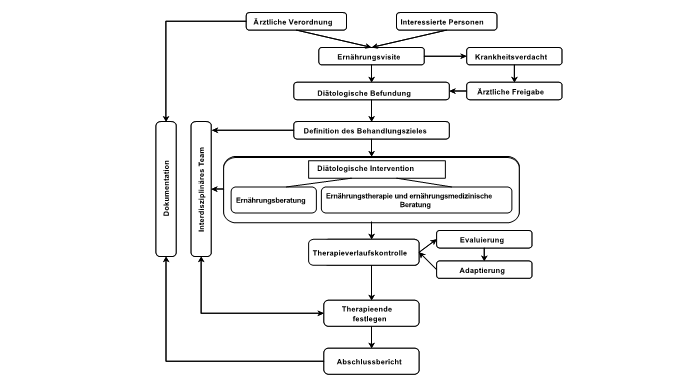
Das Klienten- bzw. Patientenbezogenen Prozessmodell, ÖBIG 2003

Im Jahre 2005 kam es zu einer Novellierung des MTD-Gesetzes und als Folge wurde dieses Prozessmodell vereinfacht und in „Diaetologischer Prozess“ umbenannt. Seit 2006 ist in Österreich dieses strukturierte Vorgehen im Rahmen der diaetologischen Therapie, in der FH-MTD-Ausbildungsverordnung Anhang 4 mit Bezug auf das MTD-Gesetz gesetzliche geregelt.

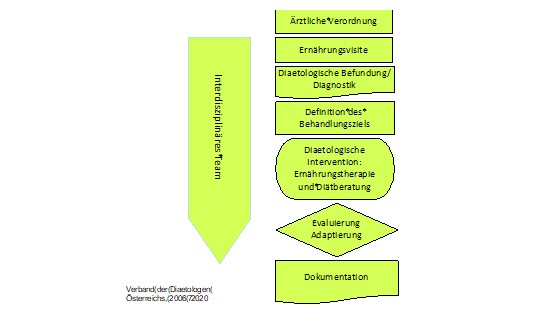
Das diaetologische Prozessmodell bis 2020, Quelle: Verband der Diaetologen Österreichs

Entwicklungen im Gesundheitswesen wie z. B. die Notwendigkeit des Nachweises der Wirksamkeit von Interventionen durch Outcomes-Forschung und die damit verbundene Diskussion über diaetologische Fachsprachen, führten 2020 zu einer Optimierung des diaetologischen Prozessmodells und zu einer vertiefenden Beschreibung des Prozesses. Das bio-psycho-soziale Modell der Weltgesundheitsorganisation (WHO), welches die Basis für die Internationalen Klassifikation der Funktionsfähigkeit, Behinderung und Gesundheit (ICF) und der davon abgeleiteten ICF für die Diätetik (ICF-Diätetik) darstellt, wurde in den Diaetologischen Prozesses integriert. Diese Integration wird durch drei international publizierten Studien gestützt. Damit wurde mit dieser Neu-Beschreibung des Diaetologischen Prozesses die Voraussetzung zur Implementierung und Anwendung der ICF-Diätetik als Teil einer einheitlichen diaetologischen Fachsprache geschaffen.
Diese Neubeschreibung des Diaetologischen Prozess wurde 2020 als „Qualitätsstandard für die diaetologische Praxis“ publiziert.

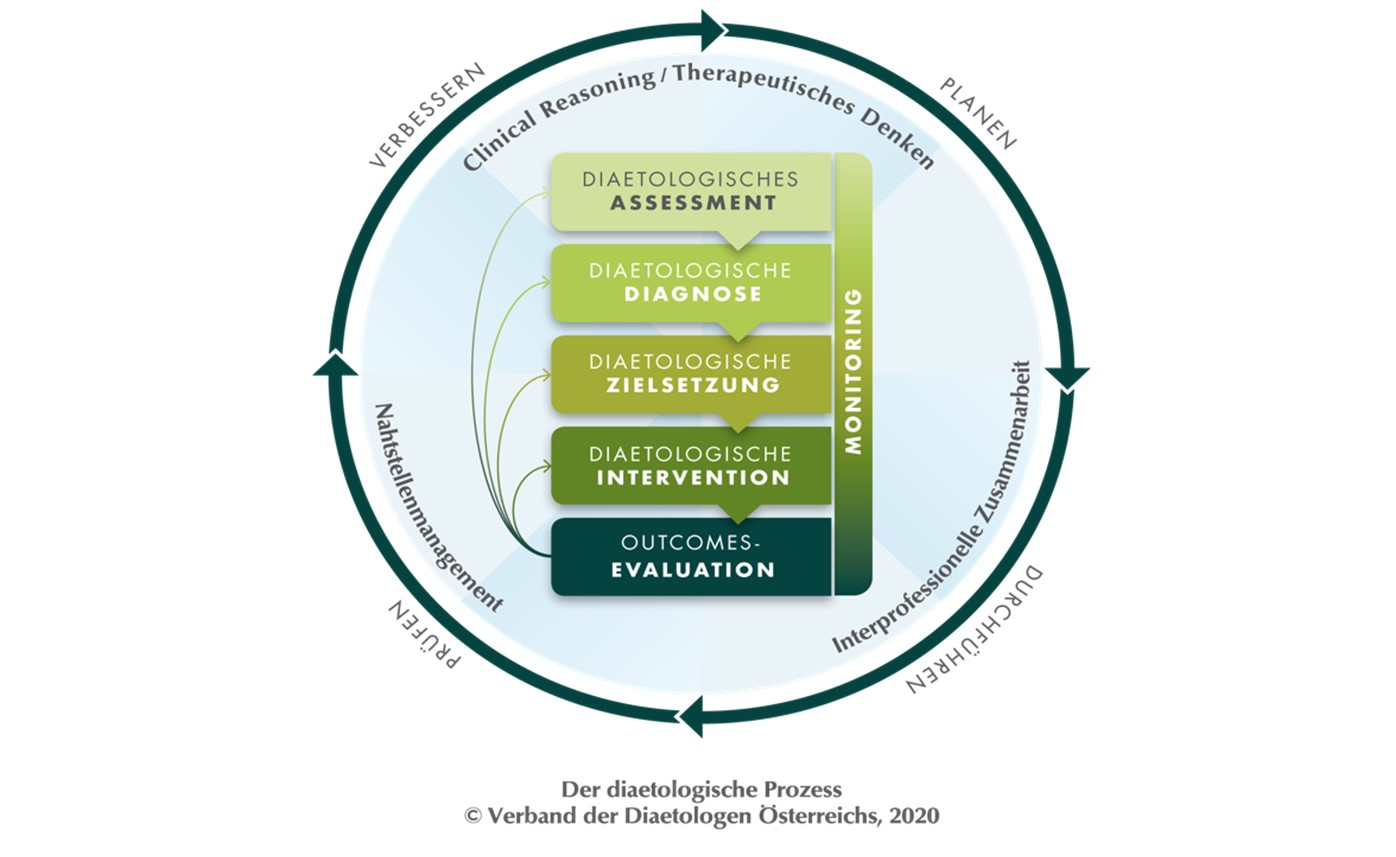
Das diaetologische Prozessmodell ab 2020, Quelle Verband der Diaetologen Österreichs

## Das Diaetologische Prozessmodell
Das Diaetologische Prozessmodell ist eine vereinfachte Darstellung des Diaetologischen Prozesses und wird wie folgt beschrieben:
Im Zentrum des Modells werden die fünf Prozessschritte (das diaetologische Assessment, die diaetologische Diagnose, die diaetologische Zielsetzung, die diaetologische Intervention und die Outcomes-Evaluation) abgebildet, umgeben von prozessbegleitenden Anforderungen, die in allen Prozessschritten relevant sind: das Clinical Reasoning, die interprofessionelle Zusammenarbeit und das Nahtstellenmanagement.
Jeder einzelne Prozessschritt ist im Rahmen des diaetologischen Handelns wichtig. Die Schritte sind chronologisch aufgebaut, d. h. ein Schritt bedingt den nächsten, sie hängen also zusammen. Es kann zum Beispiel keine diaetologische Diagnose durchgeführt werden, wenn nicht zuvor ein aussagekräftiges Assessment stattgefunden hat, genauso wenig kann eine zielorientierte Intervention durchgeführt und anschließend evaluiert werden, wenn nicht zuvor Ziele definiert wurden.
Die Prozessschritte sind zwar chronologisch zu verstehen, sie können jedoch durch die sich aus dem Monitoring (im Rahmen von Folgekontakten) ergebenden notwendigen Adaptierungen immer wieder erneut durchgeführt werden, bis es zum Abschluss des Prozesses durch die Outcomes-Evaluation kommt. Dieses begleitende Monitoring wird auf der rechten Seite des Prozesses dargestellt. Die Pfeile auf der linken Seite bedeuten, dass der Prozess nach Abschluss durch die Outcomes-Evaluation wieder von neuem beginnen oder in einem der Prozessschritte erneut einsetzen kann.
Eingebettet ist der Diaetologische Prozess in diesem Modell im kontinuierlichen Verbesserungsprozess, dem PDCA-Zyklus (Plan-Do-Check-Act-Cycle) des Qualitäts- und Prozessmanagements. Dies veranschaulicht, dass der gesamte Prozess sowie jeder Prozessschritt geplant, durchgeführt, überprüft und falls nötig verbessert wird. Der PDCA-Zyklus integriert strukturelle Rahmenbedingungen und Anforderungen, wie z. B. Ressourcen, Kompetenzen und Qualifikationen, Gesetze, Berufsethik, Leitlinien, Beratungsstandards (Prozess-INPUT), genauso wie die Dokumentation und die Therapieberichte (Prozess-OUTPUT).

## Die Prozessschritte
Der Diaetologische Prozess besteht aus fünf Prozessschritte. Er beginnt mit dem diaetologischen Assessment und endet mit der Outcomes-Evaluation. Alle Prozessschritte hängen miteinander zusammen und beeinflussen sich gegenseitig. Es ist jedoch nicht immer möglich, dass alle Schritte von einer Diaetologin bzw. einem Diaetologen durchgeführt werden können, z. B. können Monitoring und Outcomes-Evaluation bei einmaligem Klientenkontakt nicht erfolgen. Für eine optimale, effektive Therapie und kontinuierliche Weiterbehandlung müssen Prozessschritte von anderen Diaetologen übernommen werden. Damit kommt dem Nahtstellenmanagement eine wesentliche Bedeutung zu.
Der Diaetologische Prozess wird bei Vorliegen einer medizinischen Diagnose aufgrund einer ärztlichen Zuweisung initiiert. Außerdem ist im optimalen Fall vor dem Prozessstart bereits ein Screening auf Mangelernährung erfolgt. Bei gesunden Personen oder bei Personen unter besonderen Belastungen (z. B. Schwangerschaft, Sport, Alter) wird der Prozess durch die Kontaktaufnahme gestartet.

### Diaetologisches Assessment
Das diaetologische Assessment als erster Schritt des Diaetologischen Prozesses verfolgt einerseits den Zweck, ernährungsrelevante Informationen zum Ernährungszustand zu gewinnen und zu strukturieren, andererseits diese Daten anhand von Referenzwerten, Leitlinien und Behandlungsstandards zu beurteilen. Damit liefert das Assessment wichtige Daten für eine klientenzentrierte diaetologische Diagnose.

### Diaetologische Diagnose
Zweck der diaetologischen Diagnose ist das Identifizieren eines Ernährungsproblems, welches eigenverantwortlich durch Diaetologen gelöst oder verbessert werden kann. Das Ernährungsproblem wird schriftlich formuliert unter Berücksichtigung dessen Ursache(n) und Symptomen/Anzeichen sowie von Förderfaktoren und Barrieren. Auf Basis der priorisierten diaetologischen Diagnose werden das Interventionsziel sowie die Handlungs- und Maßnahmenziele festgelegt.

### Diaetologische Zielsetzung
Mit der Zielsetzung werden in Abhängigkeit des Ernährungsproblems und seinen Ursachen künftig erwünschte Behandlungs- und Maßnahmenergebnisse mit geeigneten Indikatoren definiert und die Voraussetzungen für die richtige Auswahl und Evaluierung (Monitoring und Outcomes-Evaluation) der diaetologischen Intervention, der Handlungen und der Maßnahmen für Klienten geschaffen. Darüber hinaus ist sie bei notwendiger Verhaltensänderung ein wesentlicher Faktor für die Motivation. Somit wird zwischen dem Setzen von diaetologischen Behandlungszielen einerseits und den konkreten Maßnahmenzielen für Klienten andererseits unterschieden. Damit die Ziele evaluiert werden können, werden sie SMART (spezifisch, messbar, anspruchsvoll/attraktiv, realistisch und terminiert) formuliert.

### Diaetologische Intervention
Die diaetologische Intervention hat den Zweck, das Ernährungsproblem auf Basis von aktuellen evidenzbasierten Leitlinien aufgrund der definierten diaetologischen Ziele und in Absprache mit Klienten und ihrer Gesundheitskompetenz zu lösen oder zu verbessern.

### Monitoring und Outcomes-Evaluation
Mit dem Monitoring wird systematisch prozessbegleitend die Umsetzung der Intervention und die Adhärenz / Compliance der Klienten überprüft sowie laufend der Fortschritt der vorher festgelegten Indikatoren der Handlungs- und Maßnahmenziele bewertet, um zeitnah reagieren und bei Bedarf adaptieren zu können. Durch die Rückmeldung an Klienten können diese in den Prozess einbezogen und ihre Motivation gefördert werden.
Mit der Outcomes-Evaluation werden abschließend vordefinierte Indikatoren überprüft und bewertet, ob die Interventionsmaßnahmen innerhalb eines festgelegten Zeitpunktes erfolgreich waren und ob das Interventionsziel erreicht wurde. Darüber hinaus dient die Outcomes-Evaluation dazu, über Abschluss oder Fortsetzen der Therapie zu entscheiden sowie der Beurteilung der Wirksamkeit, Effektivität, (Kosten-)Effizienz und Nachhaltigkeit.

## Prozessbegleitende Anforderung
Die prozessbegleitenden Anforderungen spielen während des gesamten diaetologischen Prozesse eine Rolle und beinhalten das Clinical Reasoning, die interprofessionelle Zusammenarbeit und das Nahtstellenmanagement.

### Clinical Reasoning/Therapeutisches Denken
Unter Clinical Reasoning sind botwendige Denkprozesse (therapeutisches Denken) zu verstehen, um einerseits klinische Entscheidungen zu treffen und andererseits Denk- und Entscheidungsprozesse transparent zu machen, somit Problemlösungsstrategien zu identifizieren und zu optimieren.

### Interprofessionelle Zusammenarbeit
Die interprofessionelle Zusammenarbeit dient der Abstimmung der unterschiedlichen Berufsgruppen im Gesundheitssystem unter Einbringen der jeweiligen Kompetenzen im Gesamttherapiekonzept.

### Nahtstellenmanagement
Nahtstellenmanagement ist ein wesentlicher Aspekt für Qualität, Sicherheit und eine sektorenübergreifende, kontinuierliche Weiterbehandlung in der Gesundheitsversorgung. Es erhöht die Transparenz und den Informationsfluss und ist entscheidend für eine klientenzentrierte, effektive und effiziente Behandlung. Dabei sind einheitlich strukturierte Therapieberichte / Abschlussberichte unerlässlich. Darüber hinaus spielen ein standardisierter Prozess sowie eine einheitliche Sprache eine wichtige Rolle.

## Prozessbegleitende Qualitätssicherung
Die qualitätssichernden Maßnahmen (Dokumentation, Prozessevaluierung und Reflexion) des Diaetologischen Prozesses dienen der Sicherstellung und darüber hinaus einer kontinuierlichen Verbesserung der Behandlungsqualität und der Behandlungskontinuität im Sinne des PDCA-Zyklus.

### Dokumentation
Die Dokumentation stellt laut MTD-Gesetz eine Berufspflicht dar und dient der Beweis- und Therapiesicherung sowie der Rechenschaftslegung.

### Prozessevaluierung
Die Prozessevaluierung schafft die Grundlage für die kontinuierliche Verbesserung der Prozessqualität in der Erbringung der Gesundheitsleistung (Durchführung des diaetologischen Prozesse).

### Reflexion
Durch Reflexion und Selbstbewertung während und nach einem Clinical-Reasoning-Prozess können Diaetologen ihr eigenes Handeln optimieren. Auf diese Weise erweitert sich das Spektrum zur Anpassung klientenzentrierter Maßnahmen sowie der fachlichen-methodischen und sozial-kommunikativen Kompetenzen. Damit wird nicht nur die Qualität des Diaetologischen Prozesses maßgeblich positiv beeinflusst, sondern auch die Arbeitszufriedenheit der Diaetologen.